# Vliet (rivière)
Pour les articles homonymes, voir Vliet.
Le Vliet est une rivière néerlandaise de la Hollande-Méridionale, situé au sud de Leyde et à l'est des communes de Voorschoten et de Leidschendam-Voorburg.
Au Moyen Âge, le Vliet faisait partie de l'importante liaison fluviale entre le Vieux Rhin à Leyde et la Meuse (ou Merwede) à Rotterdam. De nos jours, le Vliet est entièrement canalisé ; la rivière fait désormais partie du trajet du Canal du Rhin à la Schie.
Le canal de Corbulo ou Fossa Corbulonis, un canal creusé au Ier siècle par l'armée romaine le long du limes rhénan Leyde-Naaldwijk, suit le parcours du Vliet.

## Source
- (nl) Cet article est partiellement ou en totalité issu de l’article de Wikipédia en néerlandais intitulé « Vliet (Zuid-Holland) » (voir la liste des auteurs).